# Годоминка
Годоминка је бела сорта винове лозе  белог грожђа створена на Пољопривредном факултету у Земуну. која води порекло из Смедерева у Србији. Настала је самооплодњом аутохтоне сорте смедеревка. Специфичног је укуса који подсећа на дату сорту. Раније зри и има све одлике смедеревке осим у погледу величине бобица, које су код ове врсте ситнија. Од ње се добија вино врхунског квалитета и са мускатном аромом.